# 松代藩
松代藩（日语：／ Matsushiro han */?），日本江户时代的一个藩，位于信浓国埴科郡松代町（现属长野县长野市），是信浓境内最大的藩，藩主居于松代城，统治川中岛地区的四个町。酒井家、松平家和真田家先后被封于此。该藩曾名川中岛藩，为森忠政的领地。佐久间象山即出身于该藩。其藩主后代在明治维新中被封为子爵，后升为伯爵。

## 历代藩主

### 川中島藩

#### 森家
外様　137,500石　
1. 忠政（ただまさ）〔從四位下、右近大夫・侍從〕　1600年（慶長5年：美濃国金山移来）－1603年（慶長8年：移去美作国津山藩）

#### 松平（まつだいら）家
親藩　120,000石
1. 忠輝（ただてる）〔從四位下、左近衛少将〕　1603年（慶長8年：下總国佐倉藩移来）－1610年（慶長15年：移去越後国高田藩）

### 松代藩

#### 松平〔越前〕（まつだいら〔えちぜん〕）家
親藩　120,000石
1. 忠昌（ただまさ）〔從五位下、伊予守〕　1616年（元和2年：常陸国下妻藩移来）－1619年（元和5年：移去越後国高田藩）

#### 酒井（さかい）家
譜代　100,000石
1. 忠勝（ただかつ）〔從四位下、宮内大輔〕　1619年（元和5年：越後国高田藩移来）－1622年（元和8年：移去出羽国庄内藩）

#### 真田（さなだ）家
外様（譜代格）100,000石
1. 信之（のぶゆき）〔從五位下、伊豆守〕　1622年（元和8年：信濃国上田藩移来）－1656年（明曆2年）
2. 信政（のぶまさ）〔從五位下、大内記〕　1656年（明历2年）－1658年（万治元年）
3. 幸道（ゆきみち）〔從四位下、伊豆守〕　1658年（万治元年）－1727年（享保12年）
4. 信弘（のぶひろ）〔從五位下、伊豆守〕　1727年（享保12年）－1736年（元文元年）
5. 信安（のぶやす）〔從五位下、伊豆守〕　1737年（元文2年）－1752年（宝历2年）
6. 幸弘（ゆきひろ）〔從四位下、右京大夫〕　1752年（宝历2年）－1798年（宽政10年）
7. 幸専（ゆきたか）〔從四位下、弾正大弼〕　1798年（寛政10年）－1823年（文政6年）
8. 幸貫（ゆきつら）〔從四位下、右京大夫〕　1823年（文政6年）－1852年（嘉永5年），1841年（天保12年）－1844年（弘化元年）曾担任老中
9. 幸教（ゆきのり）〔從四位下、右京大夫〕　1852年（嘉永5年）－1866年（庆应2年）
10. 幸民（ゆきたみ）〔從二位、信濃守〕　1866年（庆应2年）－1869年（明治2年：版籍奉還）